# Mabayani
Mabayani ist ein Ort in Tansania im Distrikt Tanga der Region Tanga. Der Ort hat etwa 500 Einwohner und ist vor allem durch den Mabayani-Staudamm am Sigi-Fluss bekannt, dem er seinen Namen gab. Durch den Ort führen auch Trinkwasserleitungem vom Stausee nach Tanga.

## Geografie
Der Ort liegt rund 20 Kilometer westlich von Tanga 104 Meter über dem Meer.
Mabayani hat tropisches Monsunklima, Am nach der effektiven Klimaklassifikation. Die Durchschnittstemperatur liegt zwischen 30 Grad Celsius im August und 35 Grad im März. Die Hauptniederschlagszeit liegt in den Monaten März, April und Mai, eine kleine Regenzeit gibt es von Oktober bis November.